# Joseph Mascarel
Joseph Mascarel, né le 18 avril 1816 à Marseille et mort le 6 octobre 1899 , est un marin français, maire de Los Angeles aux États-Unis de 1865 à 1866.

## Biographie
Originaire de Marseille, Joseph Mascarel émigre en Californie en 1844. Le conseil municipal de Los Angeles étant alors en partie composé de Français, qui ne représentent cependant que 2 % de la population locale, Joseph Mascarel est élu maire de la ville le 5 mai 1865 sous les couleurs du Parti républicain pour un mandat allant jusqu'au 10 mai 1866, date à laquelle Cristobal Aguilar lui succède. 
Durant sa législature, il veut notamment interdire le port d'arme dans la ville. Lors de la campagne municipale de 1866, un journal local écrit : « Wanted: a candidate for Mayor who can read and speak the English language » (soit « Recherché : un candidat au poste de maire qui sache lire et écrire en anglais ») laissant planer le doute sur ses capacités linguistiques en anglais, ou marquant une certaine rancœur dans le camp adverse. Il entre en 1871 dans le capital de la Farmers & Merchants Bank avec d'autres Français, et acquiert en 1874 le premier grand magasin de Gower Street, qui en 1886 devient Hollywood.